# Norbert Gstrein

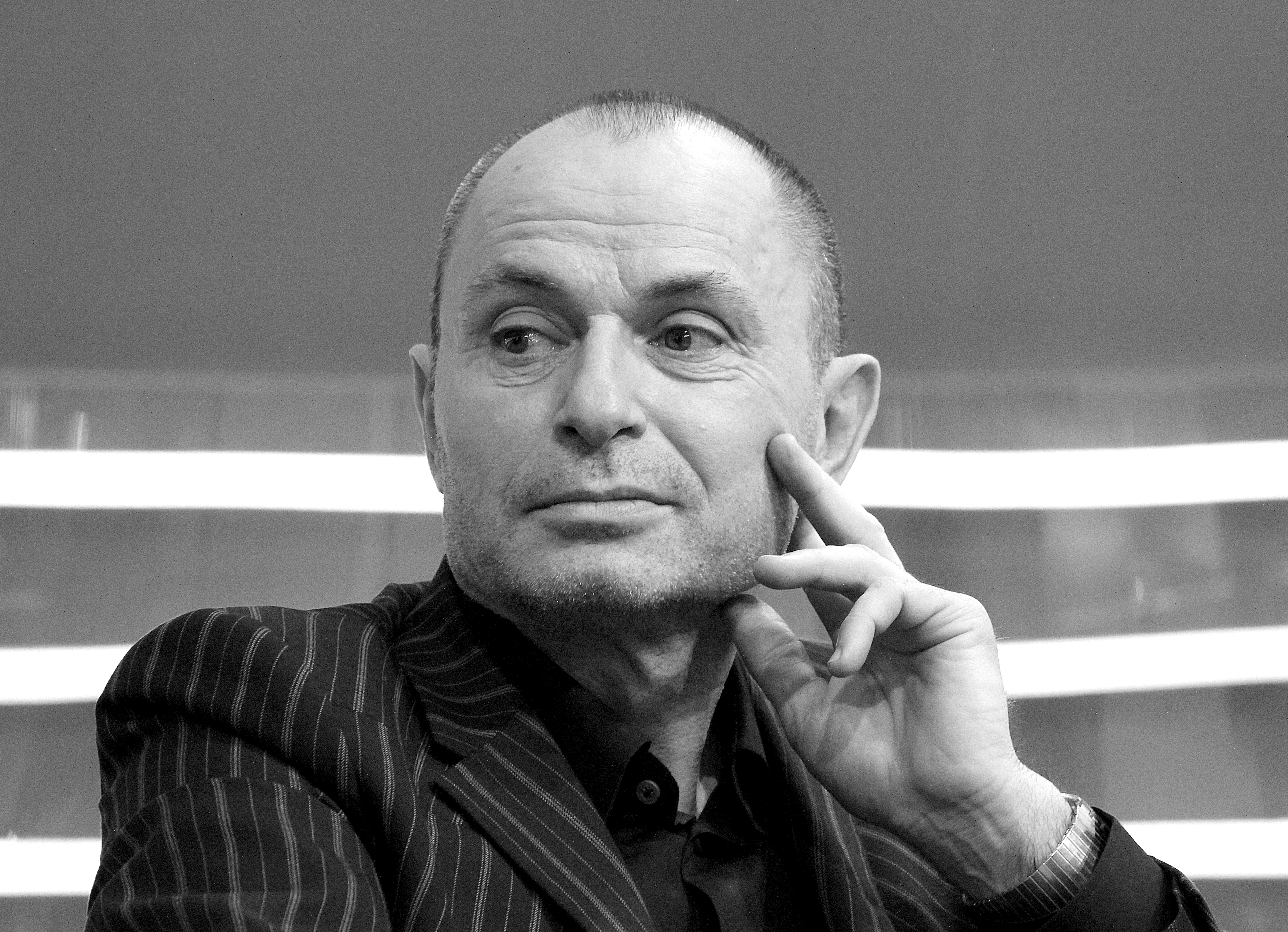
Norbert Gstrein auf der Leipziger Buchmesse 2018

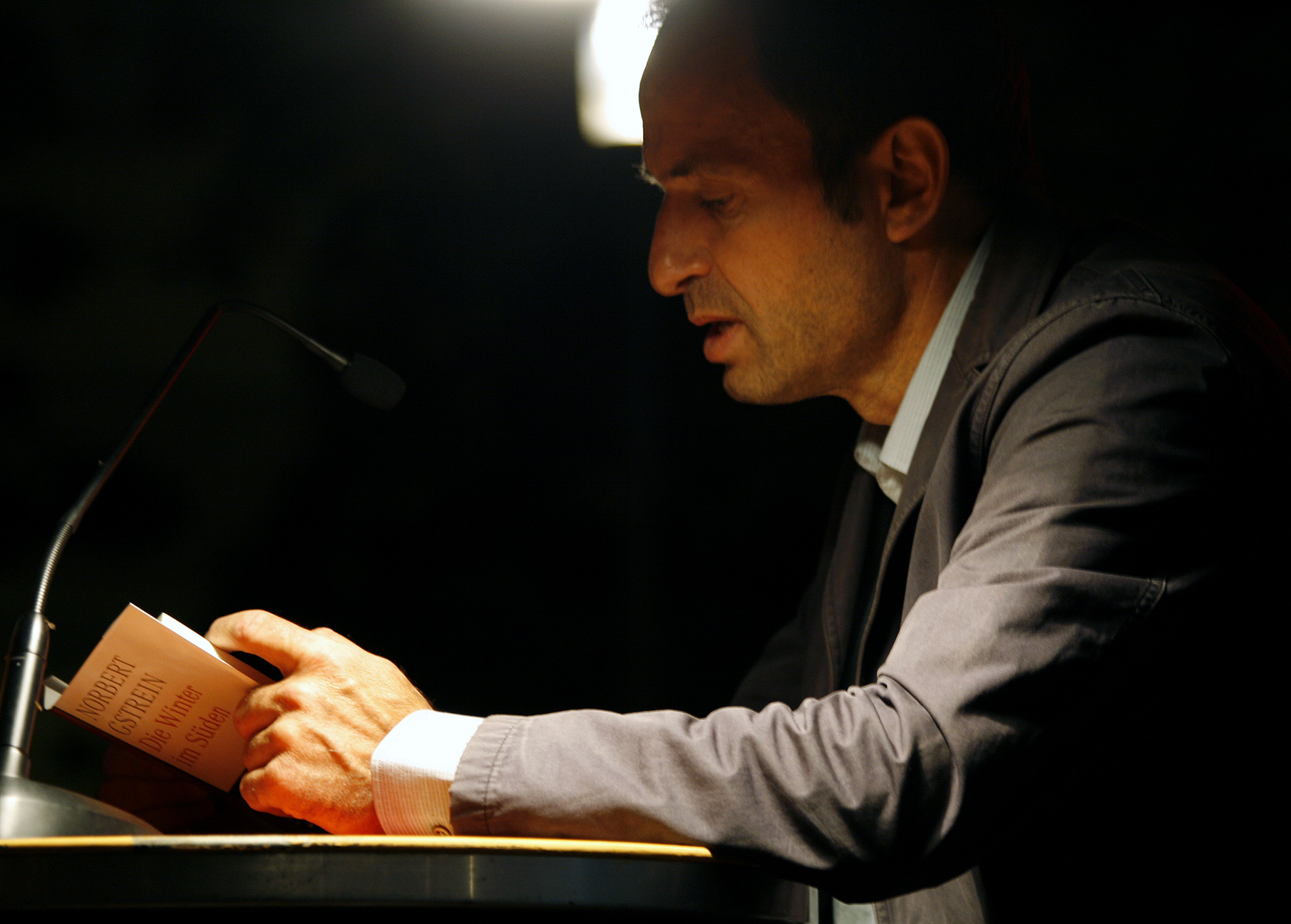
Norbert Gstrein (Lesung während der O-Töne 2008)

Norbert Gstrein (* 3. Juni 1961 in Mils bei Imst, Tirol) ist ein österreichischer Schriftsteller.

## Leben
Nach einem Studium der Mathematik an der Universität Innsbruck hielt Gstrein sich 1986/87 für sieben Monate zu weiteren Studien an der Stanford University und 1987/88 für fünf Monate an der Universität Erlangen auf. 1988 verteidigte er seine Dissertation Zur Logik der Fragen nicht, die an der Universität Innsbruck von dem Mathematiker Roman Liedl und dem Philosophen Gerhard Frey betreut wurde.
Sein Bruder ist der ehemalige Skirennläufer Bernhard Gstrein. Heute lebt Gstrein mit Frau und Kind in Hamburg.

## Literarische Entwicklung

### Erste Phase
Im Jahr der Fertigstellung seiner Dissertation erschien (von Veröffentlichungen in Literaturzeitschriften abgesehen) mit der Erzählung Einer Gstreins literarisches Debüt. Es handelt von einem jungen Mann, der selbst nicht zu Wort kommt, sondern dessen Lebensgeschichte aus sieben verschiedenen Perspektiven berichtet wird. Daraus ergeben sich Facettierungen, aber auch Widersprüche, und diese Widersprüche zeigen, dass sich die Wahrheit eines Lebens einer eindimensionalen (etwa durchgehend auktorialen) Erzählweise entzieht.
Bis zu seinem Bericht Der Kommerzialrat (1995) sind die Orte in Gstreins Prosatexten stets Tiroler Dörfer. Auch die Novelle O2, die von einem in Augsburg beginnenden Ballonflug im Jahr 1931 handelt, endet schließlich im Ötztal. Man hat Gstrein wegen der Tirol-Bezüge in seinen ersten fünf Büchern wiederholt als einen Vertreter der Anti-Heimatliteratur klassifiziert. Wie die weitere Werkentwicklung jedoch beweist, bezeichnet diese Einordnung allenfalls einen eher randständigen Teilaspekt.

### Zweite Phase
Mit dem Roman Die englischen Jahre (1999) verabschiedete Gstrein Tirol als Handlungsort und begab sich zudem auf ein geschichtspolitisch brisantes Feld. Er handelt von einer Frau, die die Geschichte eines in London lebenden jüdischen Emigranten aus Wien zu rekonstruieren versucht. Dies geschieht mit so viel Anteilnahme, dass sie allerlei Ungereimtheiten, auf die sie stößt, standhaft ignoriert. Am Ende stellt sich heraus, dass sie einem Hochstapler aufgesessen ist. Die Identität des Emigranten, der beim Schiffstransport der Insassen eines englischen Internierungslagers nach Kanada ums Leben kam, hatte sich ein Mann angeeignet, der kein Jude war und nach dem Zweiten Weltkrieg aus der „schwülstigen Wärme“, die ihm als Entschuldigung und Wiedergutmachung entgegengebracht wurden, zynisch seine Vorteile zu ziehen wusste.
Der grundlegenden Frage, wie auf angemessene – nicht unterkomplexe und auch nicht anbiedernde – Weise der Genozid an den europäischen Juden literarisch dargestellt werden könne, widmete Gstrein sich nach Erscheinen des Romans in seiner Rede Fakten, Fiktionen und Kitsch beim Schreiben über ein historisches Thema vor der Erich-Fried-Gesellschaft in Wien, die im Januar 2000 in der Frankfurter Literaturzeitschrift Büchner erstmals gedruckt wurde.
Im Jahr darauf veröffentlichte er den Prosatext Selbstportrait mit einer Toten, der zunächst die Rahmenhandlung des Romans Die englischen Jahre bilden sollte. Dieser Plan wurde aber wieder aufgegeben, weil das Selbstportrait nicht nur die Erzählinstanz, sondern auch den Literaturbetrieb problematisiert, was vom Kern des Romans nur abgelenkt hätte.
So wie Die englischen Jahre am Beispiel einer fiktiven Biographie die Frage nach der Zuverlässigkeit historischer Gewissheiten aufwerfen, wird in dem Roman Das Handwerk des Tötens (2003) die Frage nach der Wahrheit eines Krieges thematisiert. Der Erzähler ist ein freier Journalist, der berichtet, wie ein Kollege an einem Romanvorhaben über einen befreundeten und im Kosovo-Krieg getöteten Kriegsberichterstatter scheitert. Durch diese mehrfache perspektivische Brechung zeigt Gstrein, dass vermeintlich gesichertes Wissen zu einem nicht geringen Grad aus einer kruden Mischung von Verbürgtem, Gerüchten, Annahmen und Interpretationen besteht. Gstrein widmete diesen Roman dem im Kosovo-Krieg getöteten Journalisten Gabriel Grüner, weshalb er u. a. von der Literaturkritikerin Iris Radisch als Schlüsselroman gelesen und missverstanden wurde. Dagegen setzte sich Gstrein in seinem Essay Wem gehört eine Geschichte? zur Wehr, der allerdings nur ein geringes mediales Echo fand.

### Dritte Phase
Der 2008 erschienene Roman Die Winter im Süden markiert nicht thematisch, aber erzähltechnisch eine Zäsur in Gstreins Werk, denn er wird erstmals aus einer ungebrochenen auktorialen Perspektive erzählt. In einem Interview erläuterte er dazu: „Ich hatte den Eindruck, im ‚Handwerk des Tötens‘ mit meinem skeptischen Ich-Erzähler an einem vorläufigen Endpunkt angelangt zu sein. Seine Vorsicht im Umgang mit der Wirklichkeit war so groß, dass die nächste Stufe wohl bedeutet hätte, er lässt es ganz sein und äußert sich gar nicht mehr.“ Stofflich jedoch knüpfte er mit Die Winter im Süden an Das Handwerk des Tötens an: Im Mittelpunkt steht die Geschichte eines kroatischen Faschisten, der am Ende des Zweiten Weltkriegs nach Argentinien geflohen war und nach über vierzig Jahren in seine alte Heimat zurückkehrt, um dort die kroatische Unabhängigkeitsbewegung zu unterstützen.
Mit Die ganze Wahrheit (2010) wandte sich Gstrein einem für ihn ganz neuen Genre zu: der Groteske. Ein Wiener Kleinverleger trennt sich von seiner Ehefrau und heiratet eine junge, attraktive Autorin, die ausgeprägte esoterische und philosemitische Vorlieben sowie ein sehr fabulierfreudiges Verhältnis zu ihrer eigenen Biographie pflegt – nicht ohne beträchtliche Folgen für ihren Mann und den Lektor des Verlags, den Gstrein zum Erzähler dieser Geschichte gemacht hat. Gezielte Hinweise im Vorfeld der Veröffentlichung – neben Anspielungen auf und Zitate aus Romanen von Ulla Berkéwicz im Text – führten in der literaturkritischen Rezeption dazu, vor allem darüber zu diskutieren, ob es sich um einen Schlüsselroman handele oder nicht. Dabei wurde oft übersehen, dass das Buch vor allem eine satirische Auseinandersetzung mit Spielarten und Folgen des Irrationalismus im 21. Jahrhundert darstellt, die überraschend mühelos mit religiösen Motiven der jüdisch-christlichen Tradition verknüpft werden können.
Religiöser Fanatismus ganz anderer und noch beunruhigenderer Art steht im Mittelpunkt des Romans Eine Ahnung vom Anfang (2013): Ein Lehrer ist sich unsicher, wie weit er – zum Beispiel mit seinen zahlreichen Lektüreempfehlungen – mitschuldig an der zunehmenden christlich-religiösen Radikalisierung eines seiner Schüler ist. Eine Bombendrohung gibt ihm Anlass, sich darüber Rechenschaft abzugeben, was aber auch bedeutet, die Unsicherheit seiner Spekulation über vermutliche Ursachen und angenommene Kausalitäten in Rechnung zu stellen. Am Ende bleibt die Beunruhigung darüber, wie sehr mythologische Weltdeutungsmodelle in einer scheinbar säkularisierten Welt fortwirken.
Seit 2014 schreibt er die Kolumne Writer at large für die Literaturzeitschrift Volltext.
Im 2019 erschienenen Roman Als ich jung war blickt ein „unzuverlässlicher“ Ich-Erzähler Franz auf seine Jugend zurück. Der Sohn eines Hotelbesitzers erlebt als Hochzeitsfotograf jede Menge Ehestandsfeiern und zugleich anhand des Beispiels seiner Eltern, wie wenig die Ehe mit spürbarem Lebensglück zu tun hat. Konfrontiert zudem mit mehreren vertrackten Suiziden erlebt er eine Bandbreite psychologischer Verwicklungen und zudem die „Aporien von Jugend und Alter“.

## Öffentliche Würdigung
2021 wurde sein Roman Der zweite Jakob auf die Shortlist des Deutschen Buchpreises gesetzt.
Im Mai 2022 erhielt er von der Hansestadt Lübeck und der Bayerischen Akademie der Schönen Künste „als einer der virtuosesten deutschsprachigen Erzähler der Gegenwart“ den mit 25.000 Euro dotierten Thomas-Mann-Preis.
2023 wählte ihn die Deutsche Akademie für Sprache und Dichtung als neues Mitglied.

## Werke

### Wissenschaftliche Arbeiten
- Zur Logik der Fragen. Dissertation, eingereicht bei Roman Liedl und Gerhard Frey an der Universität Innsbruck (Österreich) 1988. 112 Bl. (unveröffentlicht).

### Literarische Werke
- Einer. Erzählung. Suhrkamp, Frankfurt am Main 1988, ISBN 3-518-39459-2.
- Anderntags. Erzählung. Suhrkamp, Frankfurt am Main 1989, ISBN 3-518-11625-8.
- Das Register. Roman. Frankfurt am Main 1992, ISBN 3-518-40478-4.
- O2. Novelle. Suhrkamp, Frankfurt am Main 1993, ISBN 3-518-40551-9.
- Der Kommerzialrat. Bericht. Suhrkamp, Frankfurt am Main 1995, ISBN 3-518-39218-2.
- Die englischen Jahre. Roman. Suhrkamp, Frankfurt am Main 1999, ISBN 3-518-41063-6.
- Selbstportrait mit einer Toten. Suhrkamp, Frankfurt am Main 2000, ISBN 3-518-41123-3.
- Das Handwerk des Tötens. Roman. Suhrkamp, Frankfurt am Main 2003, ISBN 3-518-41459-3.
- Wem gehört eine Geschichte? Fakten, Fiktionen und ein Beweismittel gegen alle Wahrscheinlichkeit des wirklichen Lebens. Suhrkamp, Frankfurt am Main 2004, ISBN 3-518-41637-5.
- Die Winter im Süden. Hanser, München 2008, ISBN 978-3-446-23048-4.
- Die ganze Wahrheit. Hanser, München 2010, ISBN 978-3-446-23549-6.
- Eine Ahnung vom Anfang. Roman. Hanser, München 2013, ISBN 978-3-446-24334-7.
- In der freien Welt. Roman. Hanser, München 2016, ISBN 978-3-446-25119-9.
- Die kommenden Jahre. Roman. Hanser, München 2018, ISBN 978-3-446-25814-3.
- Als ich jung war. Roman. Hanser, München 2019, ISBN 978-3-446-26371-0.
- Der zweite Jakob. Roman. Hanser, München 2021, ISBN 978-3-446-26916-3.
- Vier Tage, drei Nächte. Roman. Hanser, München 2022, ISBN 978-3-446-27398-6.[6]
- Mehr als nur ein Fremder. München 2023.

## Auszeichnungen
- 1989 Rauriser Literaturpreis
- 1989 Stadtschreiber von Graz
- 1989 Förderpreis des Bremer Literaturpreises
- 1989 Ingeborg-Bachmann-Preis – Preis des Landes Kärnten
- 1990 Österreichischer Förderungspreis für Literatur
- 1990 Kunstpreis der Stadt Innsbruck 1. Preis für Erzählende Dichtung
- 1994 Friedrich-Hölderlin-Preis der Stadt Bad Homburg (Förderpreis)
- 1994 Berliner Literaturpreis
- 1999 Alfred-Döblin-Preis
- 2000 Tiroler Landespreis für Kunst
- 2001 Literaturpreis der Konrad-Adenauer-Stiftung
- 2003 Uwe-Johnson-Preis
- 2004 Franz-Nabl-Preis
- 2013 Anton-Wildgans-Preis
- 2016 Sepp Schellhorn Stipendium
- 2018 Preis der Stadt Innsbruck für künstlerisches Schaffen – Kunstzweig Literatur
- 2019 Österreichischer Buchpreis für Als ich jung war[7]
- 2021 Düsseldorfer Literaturpreis für Der zweite Jakob[8]
- 2021 Thomas-Mann-Preis[9]
- 2023 Ehrenzeichen des Landes Tirol[10]